# Bruno Yizek
Bruno Yizek (ur. 10 grudnia 1948 w Cardston) – kanadyjski niepełnosprawny curler, mistrz paraolimpijski z Vancouver 2010.
Yizek uprawiał curling będąc jeszcze pełnosprawnym zawodnikiem, zaczął grać w 1968. W konkurencji wózkarzy uczestniczy od 2005. Sześciokrotnie zdobywał tytuł mistrza Alberty. W Mistrzostwach Kanady dochodził do finału w latach 2007, 2009, 2011 i 2012. Za każdym razem zdobywał srebrne medale.
We wrześniu 2009 wraz z Jimem Armstrongiem, Darrylem Neighbourem, Iną Forrest i Sonją Gaudet został powołany do reprezentacji kraju na Zimowe Igrzyska Paraolimpijskie 2010. Podczas turnieju w Vancouver Yizek był rezerwowym, wystąpił w jednym meczu – przeciwko Włochom. Grał na drugiej pozycji i wykazał się 56% skutecznością, mecz zakończył się wygraną Europejczyków 8:7. Gospodarze zdobyli ostatecznie złote medale, w finale triumfując nad Koreą Południową (Kim Hak-sung). Bruno był także piątym zawodnikiem na Mistrzostwach Świata 2011, nie zagrał jednak w żadnym ze spotkań. Kanadyjczycy nie odnosząc żadnej porażki uplasowali się na pierwszym miejscu.

## Drużyna
|           | Czwarty/-a  | Trzeci/-a    | Drugi/-a      | Otwierający/-a |
| --------- | ----------- | ------------ | ------------- | -------------- |
| 2011/2012 | Bruno Yizek | Jack Smart   | Martin Purvis | Anne Hibberd   |
| 2010/2011 | Bruno Yizek | Jack Smart   | Anne Hibberd  | Bridget Wilson |
| 2008/2009 | Jack Smart  | Bruno Yizek  | Martin Purvis | Bridget Wilson |
| 2006/2008 | Bruno Yizek | Jack Smart   | Anne Hibberd  | Bridget Wilson |
| 2005/2006 | Bruno Yizek | Robert Johns | Anne Hibberd  | Bridget Wilson |

## Życie prywatne
Yizek wychował się w Cardston, w wieku 18 lat przeprowadził się do Calgary. Przez długi czas cierpiał na bóle kręgosłupa, w 1991 odkryto u niego guza rdzenia kręgowego. Od tamtej pory porusza się na wózku inwalidzkim.